# مخزن سد ورخنه‌تولومسکویه
مخزن سد ورخنه‌تولومسکویه (انگلیسی: Verkhnetulomskoye Reservoir) یک سد آبی در استان مورمانسک کشور روسیه است.